# Argirópolis
Argirópolis (del griego Άργυροπόλις, "ciudad de la Plata") es una ciudad imaginaria concebida por el político y escritor argentino del siglo XIX Domingo Faustino Sarmiento como capital de los Estados Confederados del Río de la Plata. También es el título de la obra que recoge esta propuesta: Argirópolis o la capital de los estados confederados del Río de la Plata (1850).

## Propuesta

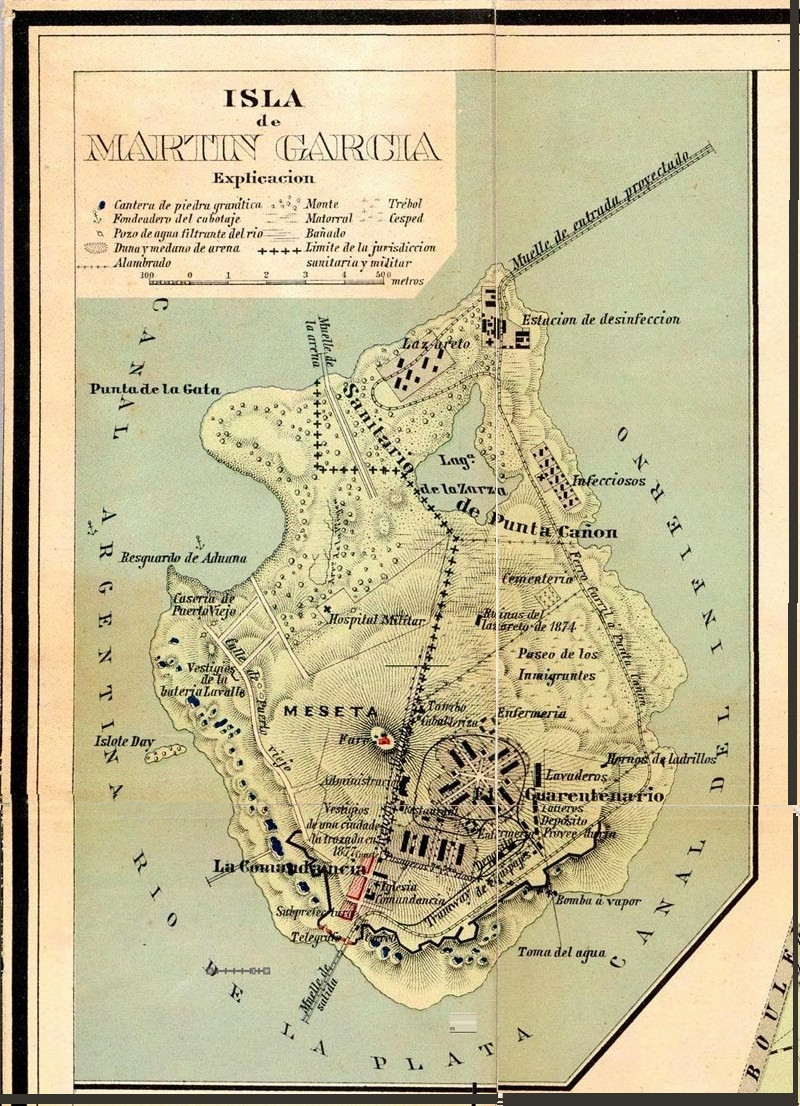
Antiguo mapa de la Isla Martín García.

Sarmiento propone la isla Martín García, ubicada en el Río de la Plata cerca de la confluencia del río Paraná con el río Uruguay como emplazamiento de Argirópolis, que por su ubicación geográfica constituiría un punto equidistante a los diferentes estados y poderes que iban a integrar los Estados Confederados del Río de la Plata. De esta forma se aseguraría el progreso y la pacificación de esta región del país, asolada por los enfrentamientos entre unitarios y federales.
Desde ella, Sarmiento pretendía construir los Estados Unidos del Río de la Plata, reuniendo la Confederación Argentina, el Estado Oriental del Uruguay y Paraguay en un Estado que incluiría aquellos territorios más fáciles de relacionar con las principales redes comerciales. 

## Argumentos
Sarmiento emplea los siguientes argumentos en su obra para apoyar la capitalidad de Argirópolis y la unidad de los países del Plata:
- Seguir el ejemplo de los Estados Unidos en la construcción de su federación, en la que la capital, Washington D. C., no depende de ningún estado.
- Situar la capital en una isla hace que, por su situación geográfica, ésta gane independencia con respecto a los Estados miembros. La organización de una buena defensa militar también es posible.
- Cerrar la entrada al Paraná y al Uruguay supone que las provincias de Corrientes, Santa Fe y Entre Ríos; Paraguay y la República del Uruguay, unidas en interés común, estén a favor de la independencia de la isla Martín García.
- Al hacer independiente la isla de la Confederación Argentina, Uruguay y Paraguay, estos tres Estados pasan a estar en un plano de igualdad en las negociaciones sobre navegabilidad de los ríos.
- Al situar la capital en territorio neutral no se da preferencia a las ciudades rivales de Buenos Aires y Montevideo.

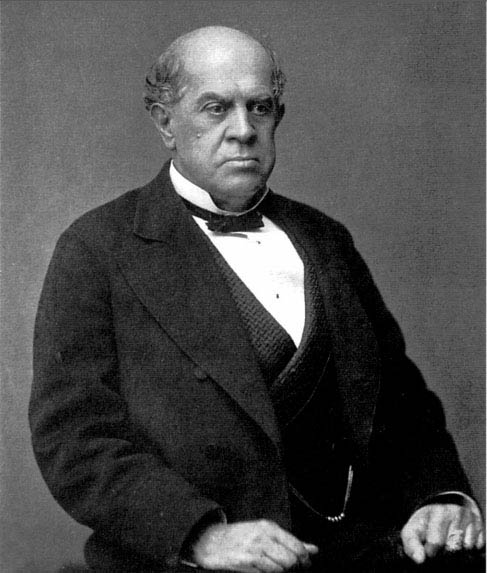
Domingo Faustino Sarmiento.

- Domingo Faustino Sarmiento.Facilitaría la devolución de la isla por parte de sus ocupantes franceses.

## Conclusión
Sarmiento denuncia que la división y las guerras civiles en las provincias argentinas en el Estado Oriental (habían transcurrido 20 años del sitio de Montevideo) las harían presa fácil del Imperio del Brasil, eterno rival de las repúblicas del Río de la Plata:

Las repúblicas sudamericanas han pasado todas más o menos por la propensión a descomponerse en pequeñas fracciones, solicitadas por una anárquica e irreflexiva aspiración a una independencia ruinosa, oscura, sin representación en la escala de las naciones. Centroamérica ha hecho un estado soberano de cada aldea; la antigua Colombia diósela para tres repúblicas; las Provincias Unidas del Río de la Plata se descompusieron en Bolivia, Paraguay, Uruguay y Confederación Argentina, y aun esta última llevó su afán de descomposición hasta constituirse en un caos sin constitución y sin regla conocida, de donde ha salido la actual Confederación, encabezada en el exterior por un encargado provisorio de las relaciones exteriores.

Los Estados del Plata están llamados, por los vínculos con que la naturaleza los ha estrechado entre sí, a formar una sola nación. Su vecindad al Brasil, fuerte de cuatro millones de habitantes, los ponen en una inferioridad de fuerza que sólo el valor y los grandes sacrificos pueden suplir(…)

## Desarrollo posterior
La situación cambió apenas dos años después de publicado el libro, con la caída en 1852 de Juan Manuel de Rosas después de la Batalla de Caseros, con lo que la propuesta de crear la ciudad de Argirópolis fue olvidada.